# Ville-sur-Illon
Ville-sur-Illon település Franciaországban, Vosges megyében. Lakosainak száma 513 fő (2022. január 1.). Ville-sur-Illon Les Ableuvenettes, Damas-et-Bettegney, Dompaire, Escles, Harol, Madonne-et-Lamerey és Pierrefitte községekkel határos.

## Népesség
A település népessége az elmúlt években az alábbi módon változott:
| Lakosok száma | 543  | 560  | 579  | 558  | 550  | 541  | 533  | 521  | 513  |
|               | 2013 | 2015 | 2016 | 2017 | 2018 | 2019 | 2020 | 2021 | 2022 |